# Zitronenhai
Der Zitronenhai (Negaprion brevirostris), auch Atlantischer Zitronenhai genannt, ist ein bis zu 340 cm langer Hai aus der Gattung der Zitronenhaie. Seinen Namen erhielt er wegen seiner gelblichen Färbung. Er lebt an den Küsten Nord-, Süd-, und Mittelamerikas sowie an der Küste Westafrikas.

## Merkmale
Zitronenhaie sind auf der Oberseite gelblichbraun (seltener dunkelbraun bis dunkelgraubraun) gefärbt und besitzen einen hellgelben bis weißen Bauch, der sie von ihren Verwandten, den Sichelflossen-Zitronenhaien (Negaprion acutidens) unterscheidet. Namensgebend sind die gelblich- bis olivgrünen Flanken des Hais; die Flossen sind graubraun, die Afterflosse meist gelblich mit grauem Saum.
Sein kräftiges Maul ist rund und breiter als lang, was dazu führt, dass er manchmal mit dem Bullenhai verwechselt wird. Dieser besitzt allerdings nicht die typische Finnenformation der Zitronenhaie, bei der beide Rückenflossen fast die gleiche Größe besitzen und sich relativ weit hinten befinden. Der Oberkiefer trägt beiderseits 15 Zähne, der Unterkiefer 13 bis 14, vorne sind in beiden Kiefern einer bis drei kleinere Zähne zu finden.
Die Tiere sind kräftig und werden sehr groß. In Freiheit werden sie manchmal über 340 cm lang. Die Größe in Gefangenschaft lebender Zitronenhaie bewegt sich zwischen 240 und 260 cm, wobei die Männchen im Schnitt 10 cm größer als ihre weiblichen Artgenossen werden. Das Gewicht eines ausgewachsenen Zitronenhais liegt um die 180 kg. Die Tiere haben fünf Kiemenspalten und im Regelfall kein Spritzloch, obwohl dieses bei Einzelexemplaren vorkommen kann.

## Lebensweise

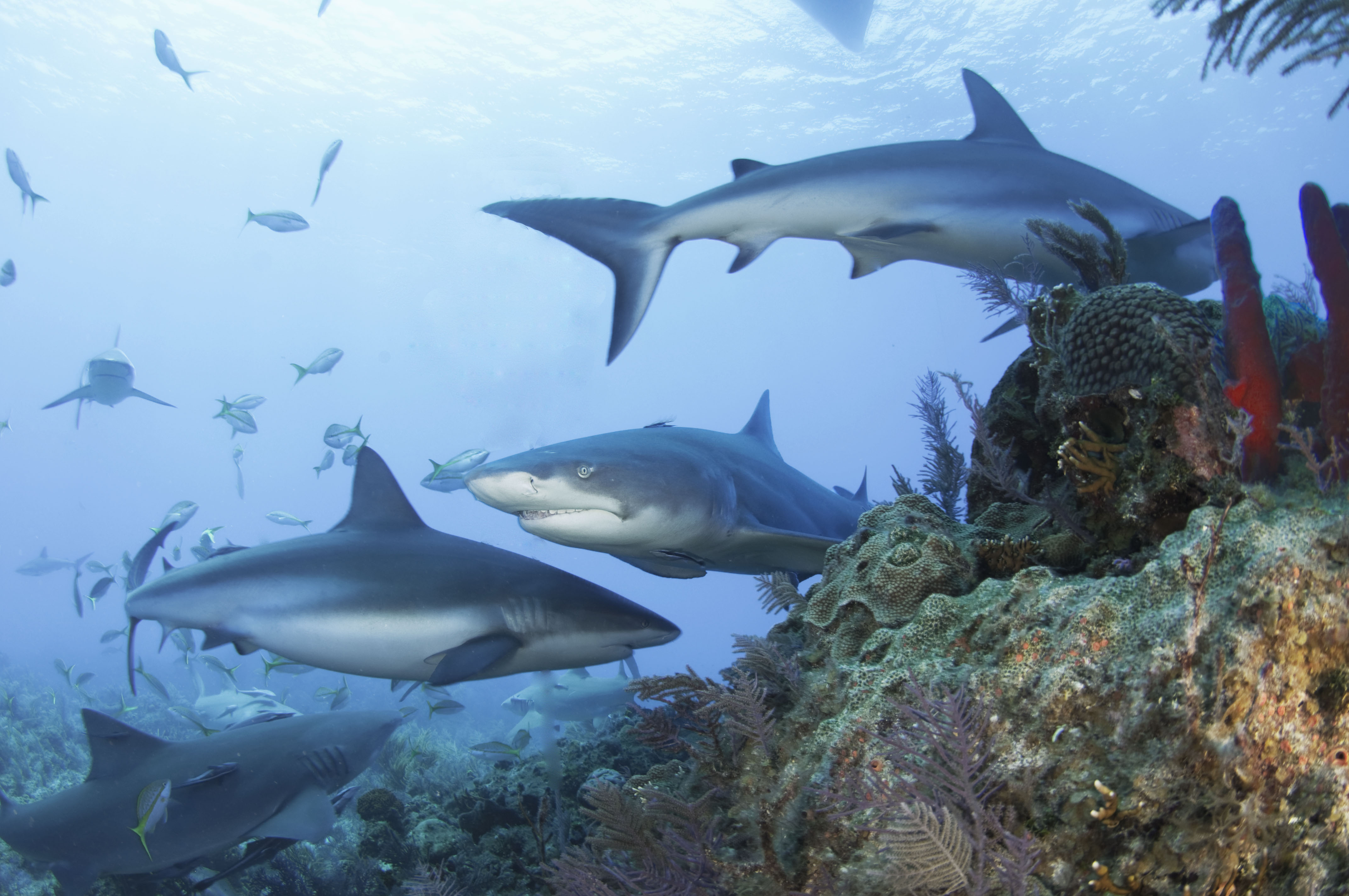
Ein Zitronenhai (Mitte), gemeinsam mit Karibischen Riffhaien

Zitronenhaie sind nachtaktiv und bevorzugen flache und mitteltiefe Gewässer von Buchten, Riffen, Hafenbecken und Flussmündungen, werden aber auch in Tiefen von bis zu 90 Metern gesichtet. Junge Tiere bilden kleine Schwärme und leben in den Mangrovensümpfen der Küsten, um der Nachstellung durch ihre älteren Artgenossen und andere Raubfische zu entgehen. 
Die Lebenserwartung liegt bei 15 bis 20 Jahren. Das älteste bekannte Tier wurde nachweislich über 30 Jahre alt.

### Fortpflanzung
Die Paarungszeit der Zitronenhaie findet im Spätfrühling oder Frühsommer statt. Dabei dominiert, wie bei den meisten Haiarten, das Männchen, während das Weibchen kräftige Bisse in die Flossen und den Schwanz ertragen muss. Nach der Paarung dauert es zwölf Monate, bis die Mutter ihre 4 bis 17, meistens aber 7 bis 10 Jungen, lebend zur Welt bringt (Viviparie). Die Geburt findet meist in den Gegenden der Bahamas und der Exumas statt. 
Die jungen Haie sind zwischen 60 und 70 cm groß und besitzen eine Dottersack-Plazenta. Bis sie selbstständig schwimmen können, sind sie noch durch eine Nabelschnur mit ihrer Mutter verbunden, danach sind sie auf sich alleine gestellt und bilden kleine Schwärme. Die Entwicklung mit einem Wachstum von etwa 10 cm in den ersten Jahren und später etwa 0,5 cm pro Jahr dauert sehr lange, so dass die Geschlechtsreife erst mit 12 bis 15 Jahren (entspricht etwa 240 cm) erreicht ist.
Kürzliche durchgeführte genetische Untersuchungen von Kevin Feldheim, Sonny Gruber und Mary Ashley weisen darauf hin, dass erwachsene Haie zur Paarung mehrere hundert Kilometer wandern oder sich alternativ weit auseinanderlebende Populationen erst vor kurzer Zeit getrennt haben müssen.

### Nahrung und Jagd
Zitronenhaie machen Jagd auf alle Fische geeigneter Größe, derer sie habhaft werden können. Dabei fressen sie vor allem Meerbarben, Grätenfische, Zackenbarsche, Makrelen, Thunfische, Kalmare, Taschenkrebse, Kraken, Grunzer, aber auch andere Haie und Rochen sowie Seevögel. Erwachsene Tiere jagen normalerweise allein. Geruchs-, Gehör- und Gesichtssinn sind stark ausgeprägt, was bei der Jagd sehr hilfreich ist. Die Zähne im Unterkiefer sind spitz und dienen dem Festhalten der Beute, während mit den zackigen Zähnen des Oberkiefers große Fleischstücke aus dem Opfer herausgeschnitten werden. Die Zähne sind symmetrisch angeordnet und aufrecht im Kiefer positioniert. Während der Jagd lauern Zitronenhaie oft bewegungslos knapp über dem Meeresgrund  auf Beute und verschwimmen dank ihrer Färbung vor dem Untergrund aus Sand, Steinen und Pflanzenwuchs.

## Verbreitung

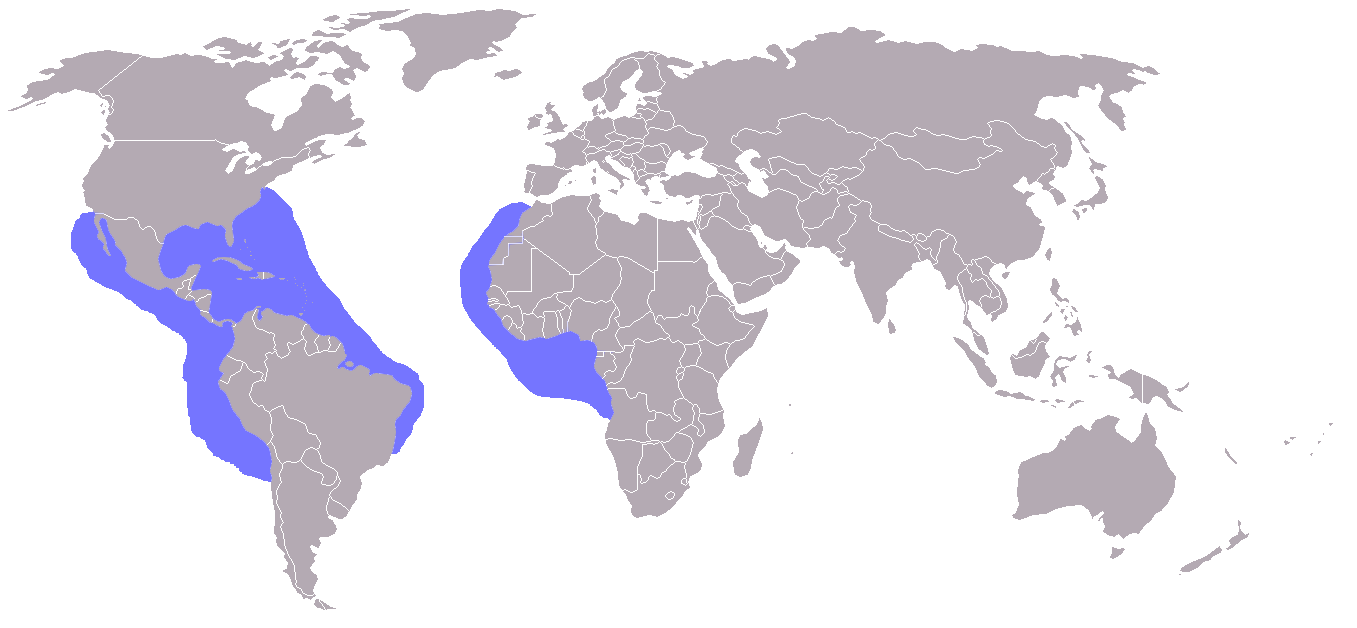
Das Verbreitungsgebiet des Zitronenhais

Der Zitronenhai lebt in den Küstengewässern im westlichen und östlichen Atlantik und im östlichen Pazifik vom südlichen Baja California bis Ecuador. Er ist am häufigsten in der Region der Karibik, vor Florida und um die Antillen. Nördlich von Florida ist er nur Gelegenheits- und Sommergast. Er kann auch kurzfristig Süßwasser ertragen und wird gelegentlich im Bereich des Amazonasdeltas und auch ein wenig stromaufwärts gefunden.
Sein engster Verwandter, der Sichelflossen-Zitronenhai, bewohnt das Rote Meer, den Pazifik und den Indischen Ozean.

## Zitronenhai und Mensch

### Haiangriffe
Da Zitronenhaie ziemlich groß werden, sich oft in flachen Gewässern aufhalten und leicht provozierbar sind, können sie auch für Menschen gefährlich werden. Es wird vielfach berichtet, dass Zitronenhaie offenbar grundlos Menschen angegriffen haben. Auch im offenen Meer werden immer wieder Angriffe auf Menschen beobachtet, allerdings ist nicht auszuschließen, dass diese provoziert wurden.

### Gefährdung und Schutz
Seit 2020 wird der Zitronenhai auf der Roten Liste der IUCN als gefährdet eingestuft. Lange Zeit fand die Fischindustrie keine Verwendung für Zitronenhaie, allerdings wird die Art seit einigen Jahren sowohl kommerziell als auch von Hobbyfischern gefangen. Während die Flossen in Haifischflossensuppen wandern, wird die zähe Haut zu Leder verarbeitet. Darüber hinaus setzt die chemische Verschmutzung der Meere den Haien stark zu, und wie bei allen Raubfischen und -walen sammeln sich bei ihnen Schwermetalle und Giftstoffe wie Dichlordiphenyltrichlorethan (DDT), Polychlorierte Biphenyle (PCB) und andere im Gewebe an.

### Forschung und Gefangenschaft
Es wurden einige wissenschaftliche Experimente an und mit den Haien durchgeführt, die ergaben, dass sie von leuchtenden Farben wie dem Rot und Orange von Taucheranzügen, Schwimmwesten, Rettungsbooten und Schlauchbooten angezogen werden. Die gleiche Wirkung soll das Fluggeräusch tief fliegender Hubschrauber erzielen. Sie können auch niederfrequente Schallwellen erkennen, die von im Todeskampf befindlichen Lebewesen erzeugt werden. In den USA wurden weitere Versuche mit den Haien gemacht, darunter auch Experimente über Herzreaktionen, Betäubungsmittel, Augenbewegungen und Anpassung an die Dunkelheit. 
Sie sind gut in Gefangenschaft zu halten und besser erforscht als viele andere Haiarten, was nicht zuletzt auf die Arbeit von Samuel H. Gruber (University of Miami in Coral Gables) zurückzuführen ist.
In einer Meeresstation in Cape Haze (Florida) wurde die Art sogar erfolgreich in Gefangenschaft gezüchtet. Dabei zog Eugen Clarke mehrere junge Zitronenhaie in einem speziellen Becken auf. Das Experiment wurde dadurch beendet, dass ein größeres Männchen die Jungen auffraß. Ein Exemplar im Cape Haze Marine Laboratory erlernte die Betätigung eines Klingelknopfes, um Futter zu bekommen.